# Ventoy
Ventoy是一个自由开源的工具（以GPLv3+许可证发布），用于制作可启动特定系统或软件的存储介质，支持iso、wim、img、vhd、efi等文件。

## 功能
- 允许在U盘中保存多个系统镜像，在启动时显示一个菜单，可以选择不同的镜像文件进行加载。[3][4]
- 支持多种系统的镜像文件（如Windows、Linux的各种发行版）。[5]
- 可以安装在各种设备（如U盘、机械硬盘、固态硬盘、NVMe硬盘、SD卡）
- 加载镜像文件时，不会解压到U盘，不影响U盘日常普通使用[6]。
- 支持MBR和GPT分区格式。